# Villemade
Villemade (okzitanisch: Vilamada) ist eine französische Gemeinde mit 824 Einwohnern (Stand: 1. Januar 2022) im Département Tarn-et-Garonne in der Region Okzitanien. Die Gemeinde liegt im Arrondissement Montauban und gehört zum Gemeindeverband Grand Montauban. Die Einwohner werden Villemadais und Villemadaises genannt.
Die Gemeinde erhielt 2023 die Auszeichnung „Zwei Blumen“, die vom Conseil national des villes et villages fleuris (CNVVF) im Rahmen des jährlichen Wettbewerbs der blumengeschmückten Städte und Dörfer verliehen wird.

## Geografie
Villemade liegt in der ehemaligen Provinz Quercy etwa acht Kilometer nordnordwestlich des Stadtzentrums von Montauban. Der Aveyron mit seinem Zufluss Grand Mortarieu fließt hier in den Tarn. Das Gemeindegebiet gehört zum Einzugsgebiet der Garonne und wird darüber hinaus vom Grand Mortarieu, dem Ruisseau de Dagran und verschiedenen anderen kleinen Wasserläufen entwässert.
Ein Teil des Gemeindegebiets am Tarn und am Aveyron gehört zum Naturschutzgebiet „Vallées du Tarn, de l’Aveyron, du Viaur, de l’Agout et du Gijou“ im Rahmen des Natura 2000-Netzwerks.
Umgeben wird Villemade von den Nachbargemeinden Montastruc im Norden, Piquecos im Nordosten, Montauban im Süden und Osten, Albefeuille-Lagarde im Südwesten, Barry-d’Islemade im Westen sowie Lafrançaise im Nordwesten.

## Geschichte
Das heutige Dorf Villemade entstand 1144 als aus dem Gebiet einer bedeutenden römischen Stadt an beiden Ufern des Tarn. Ihr Gebiet war 1300 Meter lang und durchschnittlich einen halben Kilometer breit. Der Name dieser 407 von den Vandalen zerstörten Stadt blieb unbekannt. Römische Ruinen und der Name „Ville-Vieille“, der ihr noch heute gegeben wird, zeugen nur von der Existenz dieser antiken Stadt, deren Standort lange Zeit zur Abtei Saint Théodard gehörte.
Der Hügel, auf dem das Dorf liegt, trug vor der Gründung von Villemade den Namen „Ile“ (Insel), weil er allem Anschein nach im Osten von einem großen See umspült wurde, während auf der Seite des Tarn und des Aveyron die Basis der Hügelkuppe an die Sumpfgebiete dieser beiden Flüsse grenzte.
Das Dorf wurde 1144 von Alphonse Jourdain in der Nähe der Burg gegründet, kurz nachdem er die Stadt Montauban gegründet hatte. Er nannte es „Ville-Aimée“ oder „Isle-Amade“ („Villa-Amada“, „Isla-Amada“), ein Name, der vor dem Ende des 13. Jahrhunderts in lateinischen Dokumenten in „Ville-Humide“ umgewandelt worden war.

## Einwohnerentwicklung

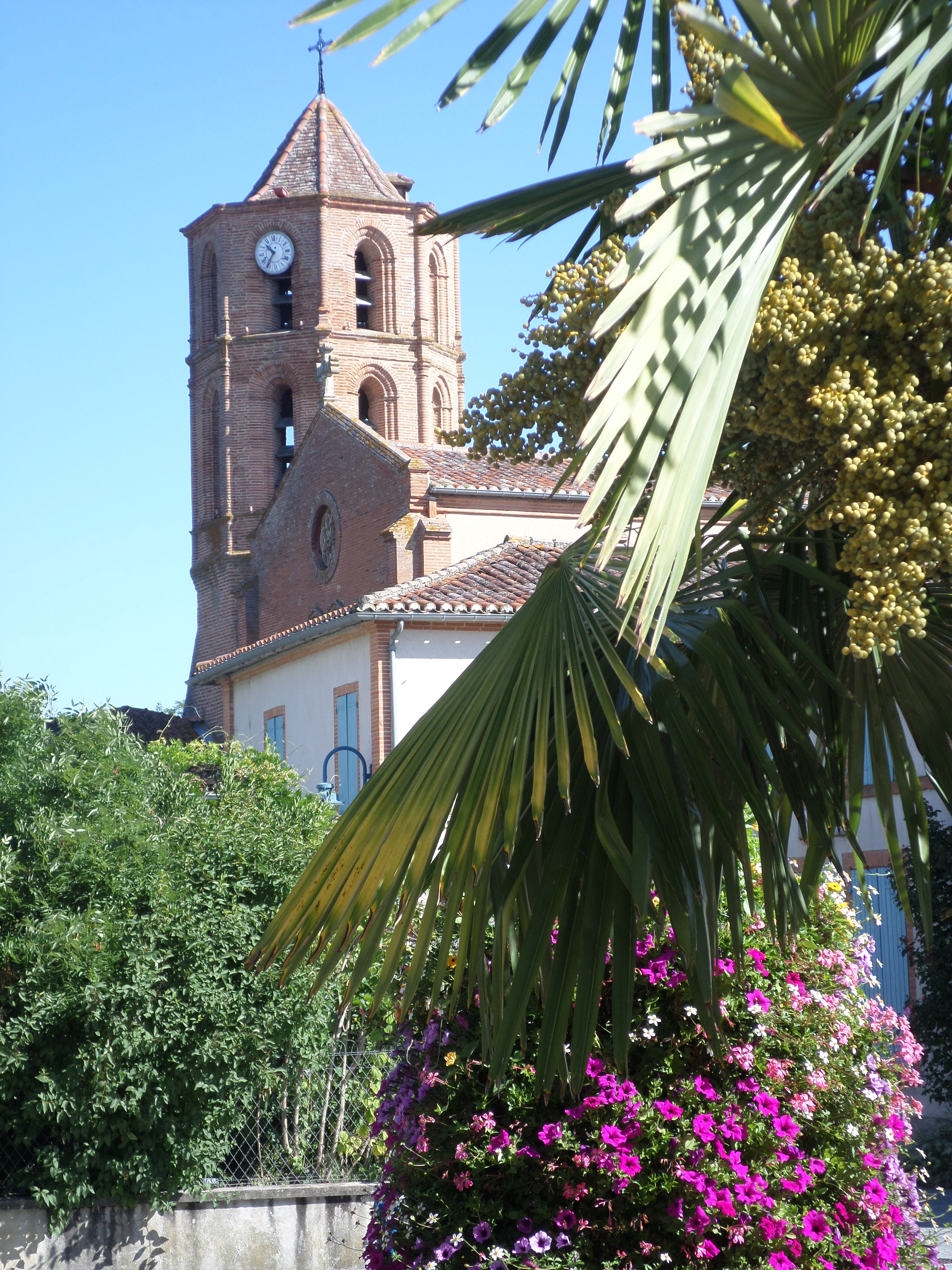
Kirche Saint-Fabien und Saint-Sébastien

| Jahr      | 1962 | 1968 | 1975 | 1982 | 1990 | 1999 | 2006 | 2018 |
| --------- | ---- | ---- | ---- | ---- | ---- | ---- | ---- | ---- |
| Einwohner | 545  | 523  | 541  | 561  | 634  | 673  | 675  | 761  |

## Sehenswürdigkeiten
Die Kirche Saint-Fabien und Saint-Sébastien war vom Ende des 13. bis Anfang des 16. Jahrhunderts Sitz eines Priorats. Ursprünglich gehörte die Kurie des Johanniterordens der Abtei von Moissac. Der Bau wurde im 13. Jahrhundert von Alphonse de Poitiers durchgeführt. Während der Hugenottenkriege zerstört und im 17. Jahrhundert wieder aufgebaut, wurde die Kirche 1864 wieder neugebaut. Nur der Glockenturm aus dem 13. Jahrhundert ist erhalten geblieben. Letzterer gehört zur Reihe der gemauerten Glockentürme der Schule von Toulouse. Es wurde auf einem quadratischen Grundriss erbaut und verfügt über zwei Stockwerke mit Backsteinsäulen an den Ecken. Die Kirche ist seit 1979 als Monument historique eingeschrieben.